# Waszyngtonia
Waszyngtonia (Washingtonia H.Wendl.) – rodzaj roślin z rodziny arekowatych (palm). Obejmuje dwa gatunki występujące w południowo-zachodniej części Stanów Zjednoczonych i w północno-zachodniej części Meksyku. Rosną one na terenach pustynnych, ale w miejscach, gdzie dostępna jest woda podziemna. Uprawiane są w strefie klimatu ciepłego i miejscami dziczeją (np. na Florydzie). W klimacie umiarkowanym uprawiane są jako rośliny szklarniowe i w pomieszczeniach jako rośliny doniczkowe. Nazwa rodzajowa upamiętnia Georga Washingtona – pierwszego prezydenta USA.

## Morfologia

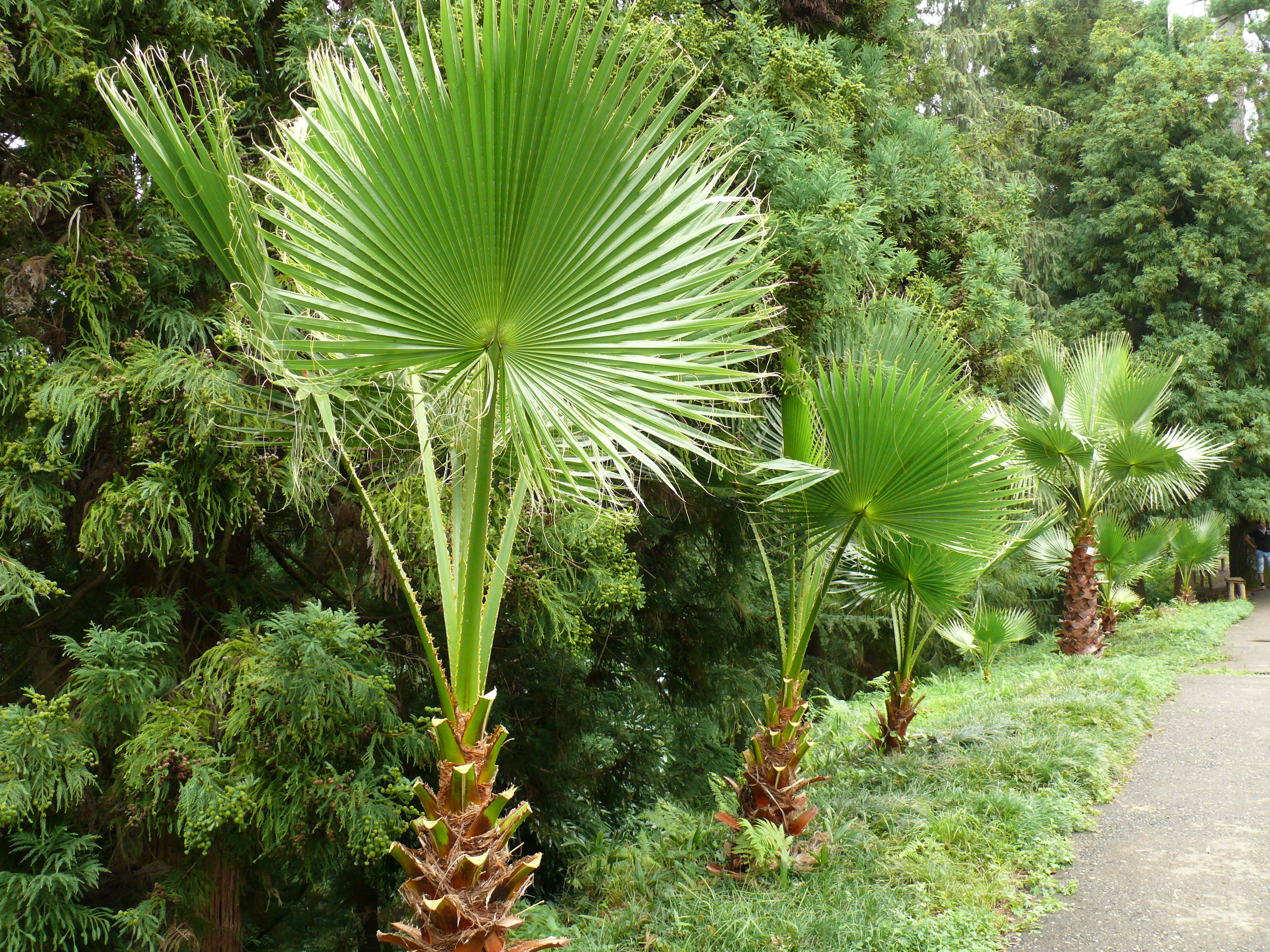
Washingtonia filifera

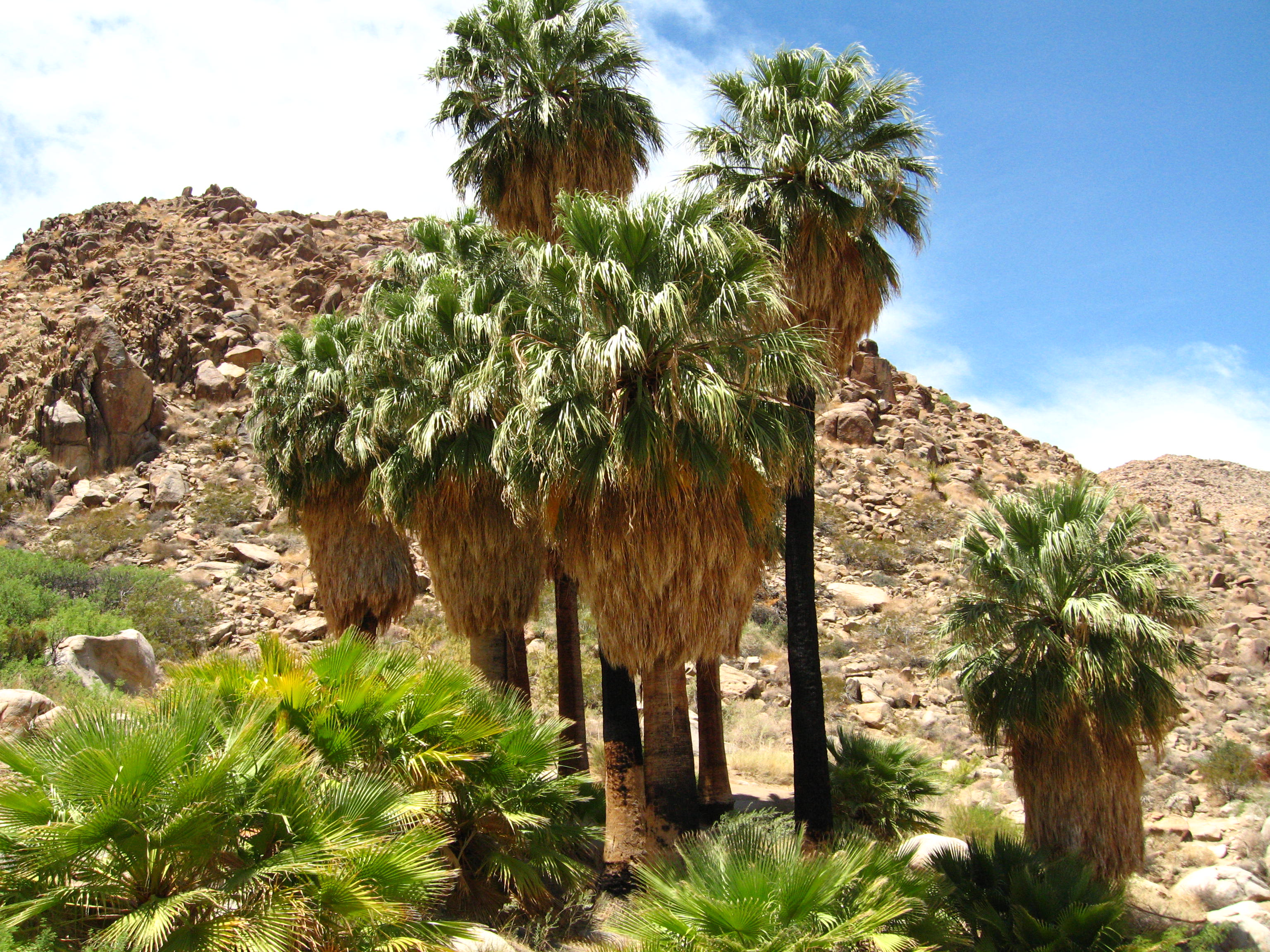
Washingtonia filifera

PokrójKłodziny słupowate, pionowe. Pokryte są pozostałościami pochew liściowych, nie są uzbrojone. Rozmiary kłodziny są istotną cechą diagnostyczną – u W. filifera przekracza ona 100 cm średnicy, u W. robusta nie przekracza 80 cm średnicy.
LiścieOkazałe, klinowate, ale wachlarzowato podzielone. Odcinki liścia pokryte są licznymi włóknami. Ogonek liściowy lekko wypukły, na krawędzi z żółtobrunatnymi kolcami.
KwiatyObupłciowe, zebrane w kwiatostanach rozwijających się w obrębie szczytowego pióropusza liści. Kwiaty osadzone są pojedynczo na osiach kwiatostanu, na krótkich szypułkach. Kielich jest kubeczkowaty, trójdziałkowy, z nieregularnymi brzegami. Korona składa się z trzech długich płatków, u nasady zrośniętych w rurkę. Pręcików jest 6, krótko przyrośniętych u nasady do płatków. Słupki trzy, cienkie, długie z niepozornymi znamionami.
OwoceCzarne, elipsoidalne pestkowce. Egzokarp cienki i gładki, mezokarp cienki i mięsisty, endokarp cienki. Nasiono elipsoidalne.

## Systematyka
Wykaz gatunków
- Washingtonia filifera (Linden ex André) H. Wendland ex A. de Bary – waszyngtonia nitkowata
- Washingtonia robusta H. Wendland

## Zastosowanie i uprawa
Rośliny uprawiane w chłodniejszym klimacie w pomieszczeniach rosną najlepiej w półcieniu. Zimą powinny być przechowywane w chłodniejszych pomieszczeniach (temperatura 10–15°C), latem zaleca się wystawiać je na otwarte powietrze i umieszczać pojemnik w gruncie. Latem rośliny wymagają obfitego podlewania, zimą – umiarkowanego. Dobrze znoszą suche powietrze. Rosną najlepiej w glebie próchnicznej z dodatkiem piasku, żwiru i gliny. Rozmnażane są z nasion, które szybko kiełkują. Po dwóch latach rośliny osiągają już 60 cm wysokości.